# Танджин
Танджи́н (кор. 당진시?, 唐津市?, Dangjin-si) — город в провинции Чхунчхон-Намдо, Южная Корея.

## Города-побратимы
- Снохомиш, США — с 1989.
- Берген, США — с 1999.
- Ляолинь, Чоллёньхён Китай — с 2001.
- Чилинь, Ванчонхён Китай — с 2001.
- район Йонсангу, Сеул — с 26 августа 2003 года.[1]